# Освета краљице Ане
Освета краљице Ане је био командни брод енглеског пирата Едварда Тича (Црнобради). Иако га је користио мање од годину дана, тај брод је био његово главно оружје у заробљавању бројних трговачких бродова широм Кариба. Брод се насукао 1718. код увале Беауфорт уз обалу британске колоније Северне Каролине. 1996. подводни археолози открили су остатке брода за који се претпостављало да је Освета краљице Ане. 2011. је потврђено да је олупина заиста брод Едварда Тича.

## Историја
Тачно место градње и поринућа брода је непознато. Према једној верзији, брод је саграђен у Великој Британији 1710. године, као фрегата за трговачка путовања. Тада је добио име Конкорд. Но тада је у току био рат за Шпанско наслеђе, те је брод већ идуће године заробљен од Француза. Брод је преуређен како би могао да садржи више терета, те је преименован у La Concorde de Nantes. Брод је продат Шпанији, али је неколико година после опет враћен Француској. Тада је продата трговцу Ренеу Монтаудоину, који ју је преуредио у брод за превоз робова.
Са Осветом краљице Ане, Црнобради је опловио целе Карибе, заробивши и опљачкавши око 40 бродова. У мају 1718. Црнобради је поставио блокаду приморског града Чарлстона те је недељу дана држао град под опсадом. При томе је заробио све бродове који су покушали упловити или испловити из луке. Након што је добио откупнину, Црнобради је запловио на север те се Освета краљице Ане насукала на пешчани спруд и била претешко оштећена да би се могла поправити. Црнобради је плен преместио на један мањи брод, а део посаде напустио. Неки историчари сматрају да је Црнобради намерно насукао брод да би смањио посаду и повећао свој део плена. Освета краљице Ане је после потонула.

## Остаци брода
1996. подводни археолози открили су остатке брода за који се низ година претпостављало да је Освета краљице Ане. 2011, налази топова различитих жигова и калибра (какви се очекују на пиратском броду), те ланаца и окова за које су робови били везани, потврдили су да је олупина заиста брод Црнобрадог.